# Giovanni Evangelista di Blasi
Giovanni Evangelista di Blasi (Palermo, 25 de julio de 1720-ibid., 1812) fue un religioso benedictino e historiador italiano. 

## Vida
Hijo de Scipione di Blasi y de Caterina Gambacorta, tuvo tres hermanos: Vincenzo, Salvatore Maria y Gabriele, de los que los dos últimos también tomaron la carrera eclesiástica. 
Todavía adolescente ingresó en el monasterio benedictino de San Martino alle Scale de Palermo. Completó sus estudios en Roma y en Florencia, y tras tomar los votos ejerció como lector de Filosofía en el monasterio de San Severino de Nápoles y en el de San Pietro de Perugia, de Teología en San Martino de Palermo y de historia eclesiástica en el seminario de la misma ciudad.   
Desde 1774 fue secretario y consejero del presidente del reino de Sicilia Serafino Filangieri, y desde 1777 historiador oficial del rey Fernando IV.

## Obras
Además de editar varios periódicos eclesiásticos, literarios e históricos, dejó publicadas varias obras, entre las que cabe destacar:
- Institutiones theologiae in usum clericorum Panormitanae dioeceseos adornatae (Palermo, 1774-1777);
- Lettere al signor Grisostomo Casertano su la storia di Sicilia del Burigny (Nápoles, 1786);
- Storia cronologica dei viceré, luogotenenti e presidenti del Regno di Sicilia (Palermo, 1790-91);
- Storia civile del regno di Sicilia (Palermo, 1811-1821).